# رفتار خودآسیب‌رسان
رفتار خودآسیب‌رسان یا رفتار خودمخرّب (به انگلیسی: Self-destructive behavior) هرگونه رفتاری است که در قبال شخص انجام‌دهندهٔ آن، آسیب‌رسان است یا امکان دارد آسیب‌رسان باشد.
رفتارهای خودآسیب‌رسان در طی سالیان از سوی اشخاص بسیاری بروز پیدا کرده است. این رفتارها بر روی پیوستاری است که یک انتهای درجات آن خودکشی است. اعمال خودآسیب‌رسان ممکن است عمدی باشند، برآمده از هوس ناگهانی باشند، یا به شکل عادت رشد کرده باشند. با این حال، این عبارت معمولاً شامل آن دسته از خودآسیب‌رسانی است که یا کشنده است، یا احتمال شکل‌دهی عادت یا اعتیاد را به همراه داشته باشد و در نتیجه به‌طور بالقوه کشنده باشد. رفتار خودآسیب‌رسان غالباً به بیماری‌های روانی همچون اختلال شخصیت مرزی یا اسکیزوفرنی نسبت داده می‌شود.

## انواع رفتار خودآسیب‌رسان
- خودکشی
- خودزنی
- اختلالِ خورد و خوراک
- سوءمصرف
- اختلال مصرف مواد مخدر
- الکلیسم

## شکل‌ها
ممکن است رفتار خودآسیب‌رسان را شخص در هنگام به ستوه آمدن به عنوان راهبرد مقابله استفاده کند. برای مثال، کسی که کنکور دارد، ممکن است به جای مقابله با استرس، کار خود را عمداً خراب کند. در این صورت، قبولی در آزمون غیرممکن می‌شود، اما نگرانیِ مربوط به آن از بین می‌رود.
همچنین ممکن است رفتار خودآسیب‌رسان به شکل تلاش مداوم برای راندن دیگران، بروز پیدا کند. برای مثال، ممکن است شخص ترس داشته باشد که در رابطه‌ای «گند بزند». افرادی که از نظر اجتماعی خودآسیب‌رسان هستند به جای کنار آمدن با این ترس، رفتار آزاردهنده یا طردکننده‌ای از خود نشان می‌دهند تا اول دیگران آنها را ترک کنند.
مشخص‌ترین اشکال خودآسیب‌رسانی، اختلالات خورد و خوراک، سوءمصرف الکل، اعتیاد به مواد مخدر، اعتیاد جنسی، خودزنی، و اقدام به خودکشی است.